# Jemeljan Ukrajincev
Jemeljan Ignaťjevič Ukrajincev (rusky Емелян Игнатьевич Украинцев, 1641 – 1708) byl ruský státník a diplomat, vyslanec Ruska ve Švédsku, Dánsku, Holandsku, Turecku, Polsku, v letech 1689–1699 vrchní velvyslanec.

## Životopis
Jemelian Ukrajincev se narodil v roce 1641 do rodiny pozemkového šlechtice. V roce 1660 pracoval jako úředník na velvyslanectví, sloužil pod dohledem Anafasije Ordin-Naščokina.
V roce 1675 se Ukrajincev stal diplomatem. V roce 1672 provedl misi, aby se Švédsko, Dánsko a Nizozemsko během války s Tureckem připojilo k Rusku. V roce 1677 byl poslán jako velvyslanec do Varšavy.
Roku 1679 začal tajně jednat s maloruským hejtmanem Ivanem Samojlovičem za účelem objasnění jeho pozic spojenectví s Polskem a války s Tureckem. V roce 1680 vedl jednání ve Varšavě na stejné téma.
V roce 1682 se podílel na ničení lokalismu (rusky Местничество). V té době odcestoval do Sofie, a postem velvyslance pověřil prince Vasilije Golicyna.
V roce 1687 se Ukrajincev účastnil Krymského pochodu, po němž se mu podařilo sesadit hejtmana Samojloviče. V roce 1689 utekl z Krymu a stal se vrchním velvyslancem. V roce 1699 uzavřel Petr Veliký prostřednictvím Ukrajinceva mír s Tureckem a naopak rozpoutal válku se Švédskem.
Po tomto datu opustil mandát vrchního velvyslance a působil na velvyslanectvích v Holandsku, Anglii a Polsku.
V roce 1708 s cílem spojenectví s knížetem Rákoczim byl Ukrajincev poslán do Maďarska, kde zemřel.